# هیزلا
هیزلا (به لاتین: Hizla) یک منطقهٔ مسکونی در بنگلادش است که در ناحیه باریسال واقع شده‌است. هیزلا ۵۱۵٫۳۶ کیلومتر مربع مساحت و ۱۶۶٬۲۶۵ نفر جمعیت دارد.